# Mạc Đăng Dung
 (octobre 2018).
Si vous disposez d'ouvrages ou d'articles de référence ou si vous connaissez des sites web de qualité traitant du thème abordé ici, merci de compléter l'article en donnant les références utiles à sa vérifiabilité et en les liant à la section « Notes et références ».
Mạc Thái Tổ (22 décembre 1483 - 22 août 1541), né sous le nom Mạc Đăng Dung, est le premier empereur du Đại Việt (ancêtre du Viêt Nam) de la dynastie Mạc. Il règne de 1527 à 1529. 